# Berezivský rajón
Berezivský rajón (ukrajinsky Березівський район) je rajón v Oděské oblasti na Ukrajině. Hlavním městem je Berezivka a rajón má přibližně 106 tisíc obyvatel. 